# برادران کینترو

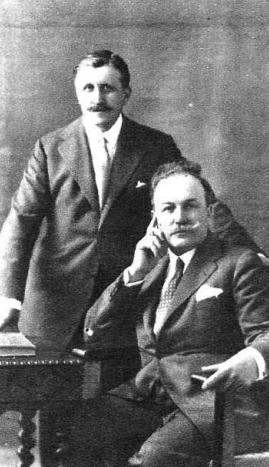
نگاره‌ای از برادران آلبارس کینترو - حوالی ۱۹۳۰

سرافین آلبارس کینترو (اسپانیایی: Serafín Álvarez Quintero‎؛ ۲۶ مارس ۱۸۷۱–۱۲ آوریل ۱۹۳۸) و خواکین آلبارس کینترو (اسپانیایی: Joaquín Álvarez Quintero‎؛ ۲۰ ژانویهٔ ۱۸۷۳–۱۴ ژوئن ۱۹۴۴) دو برادر نمایشنامه‌نویس اهل اسپانیا بودند.
این دو برادر متولد اوتررا در استان سِویا بودند و بیش از ۲۰۰ نمایش‌نامه نوشتند که برایشان لقب «پسران طلایی تئاتر مادرید» را به ارمغان آورد.
از فیلم‌هایی که این دو برادر در آن‌ها نقش داشته‌است، می‌توان به فورتوناتو اشاره نمود.